# Игорь Белоусов (судно)
Спасательное судно «Игорь Белоусов» — российское головное спасательное судно океанского класса проекта 21300 «Дельфин» для Военно-морского флота России. Предназначено для спасения экипажей, подачи воздуха, электроэнергии и спасательных средств на аварийные лежащие на грунте или находящихся в надводном положении подводные лодки или надводные корабли. Кроме того, судно этого проекта может осуществлять поиск и обследование аварийных объектов в заданном районе, в том числе и в составе международных морских спасательных формирований.
Заложено было 24 декабря 2005 года на Адмиралтейских верфях и получило название в честь советского кораблестроителя, бывшего министра судостроительной промышленности СССР И. С. Белоусова. Предполагалось, что судно будет построено за четыре года, однако сроки строительства затянулись и судно было спущено на воду только 30 октября 2012 года.

## Конструкция и оборудование
Для постройки корпуса судна в ЦНИИ конструкционных материалов «Прометей» была создана специальная высокопрочная сталь.
По оценке начальника 40-го ГНИИ капитана 1-го ранга А. Н. Звягинцева, «это универсальное судно, которое по своим параметрам не уступает, а может и превосходит иностранные аналоги, и оно сможет спасать как военных моряков, так и гражданских, как подводников, так и надводников».

### Навигационное, радиоэлектронное и штурманское вооружение
- Автоматизированный навигационный комплекс «Чардаш»
- Навигационная РЛС МР-231
- Навигационная РЛС Пал-Н3
- Навигационная гидроакустическая система
- Автоматизированный комплекс связи «Рубероид»
- Средства гидрометеорологического обеспечения
- Многофункциональный телевизионный комплекс МТК-201М
- Средства ГМССБ
- Корабельная автоматизированная телефонная станция;
- Корабельная система цветного телевизионного вещания «Экран-ЦМ»;
- Изделие 6701.

### Гидроакустическое вооружение
- Гидроакустическая станция «Ливадия»;
- Гидроакустическая станция звукоподводной связи «Структура-СВН»;
- Навигационная гидроакустическая система «Фольклор»;
- Гидроакустическая станция ПДСС «Анапа»;
- Буксируемый поисковый комплекс с рабочей глубиной до 2000 м, включающий в себя гидролокатор бокового обзора и магнитометр.

### Специальные комплексы, устройства и оборудование

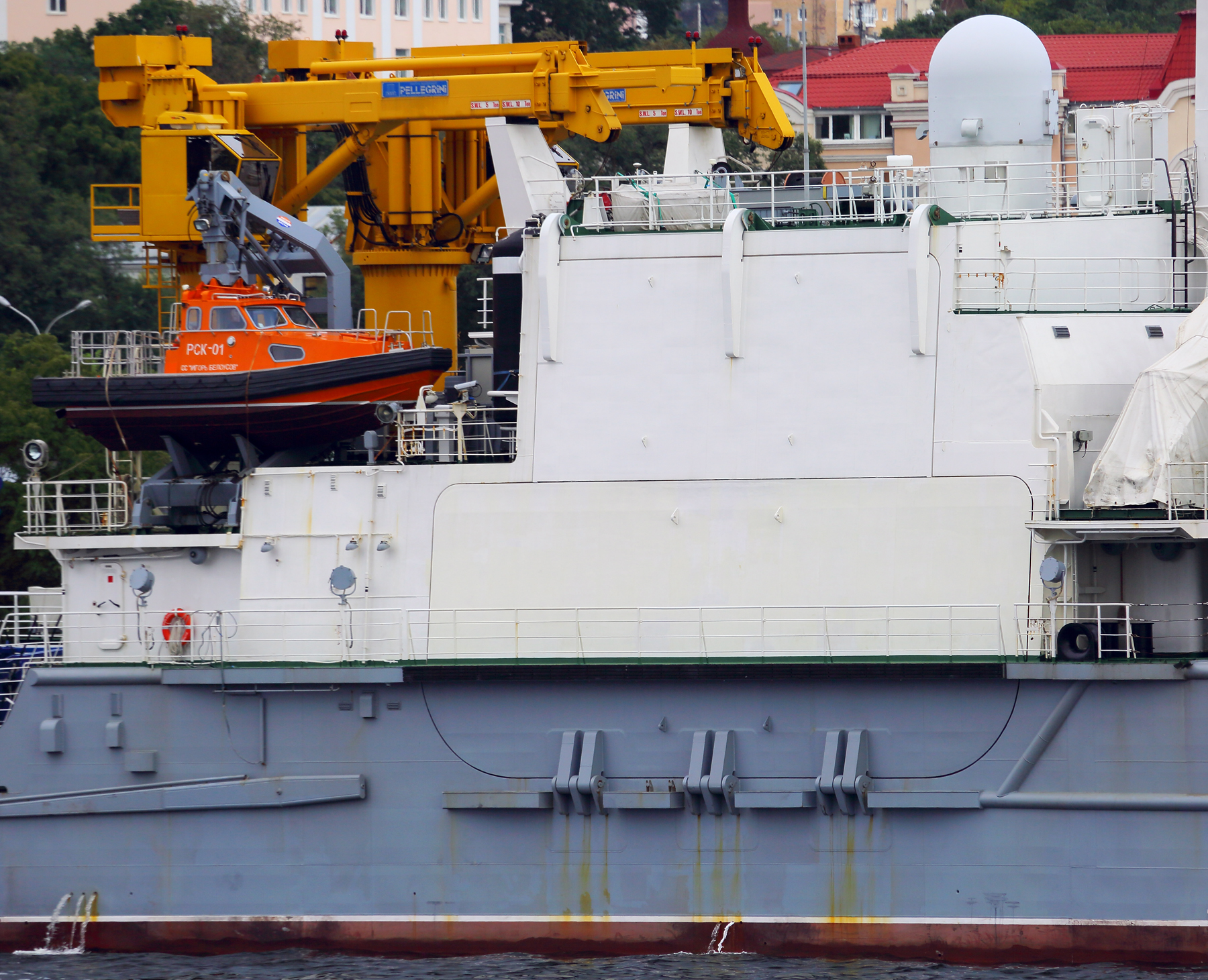
Створки комплекса ГВК-450

Глубоководный водолазный комплекс ГВК-450 «Дельфин-ГВК»
Комплекс рассчитан на 120 мест расположен на 5 палубах в середине судна и занимает более 20 % от объёма корпуса. Его основу составляют 5 барокамер разделенных на 8 отсеков, каждая длиной от 4,5 до 5,5 м и диаметром 2,3 м, способных вместить 60 спасенных подводников. Так же в комплексе проходят подготовку водолазы перед погружением. Барокамеры имеют разное назначение — жилые, санитарно-бытовые и приемно-выходные. В комплекс входит система жизнеобеспечения для регулирования температуры и влажности, насыщения кислородом, удаления газообразных примесей и запахов. В основу работы заложен принцип рециркуляции — при снижении давления отделяется дорогостоящий гелий от других газов, и закачивается для повторного использования. Рабочее давление внутри 45 атм. ГВК управляют и обслуживают круглосуточно специалисты в три смены — операторы оборудования и врачи-физиологи. Разработкой комплекса занимались совместно ОАО «Тетис Про», "ЦМКБ «Алмаз» и ОАО «Адмиралтейские верфи». Комплекс производится компанией «Тетис Про».

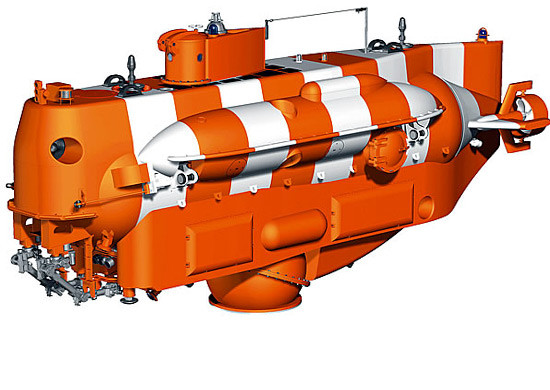
«Бестер-1»

Спасательный глубоководный аппарат пр.18271 «Бестер-1»
СГА «Бестер-1» имеет рабочую глубину погружения до 720 м. В числе его особенностей — новейшие системы управления, точность его позиционирования и навигации на глубине, наличие единой автоматизированной системы управления, мощные и принципиально новые движительно-рулевые комплексы, новая система наведения, посадки и крепления к аварийной подводной лодке, новая камера стыковки к аварийному выходу из подводной лодки, через которую можно будет эвакуировать 22 человека при крене до 45° за один раз.
Водолазный колокол
Водолазный колокол рассчитан на погружение на глубину до 450 метров. Имеет форму вертикального цилиндра и снабжен иллюминаторами. Внутри установлена аппаратура связи и видеонаблюдения, щиты подачи дыхательной смеси водолазам и горячей воды для их обогрева. В колоколе размещаются водолаз-оператор и два рабочих водолаза с полным снаряжением. Для перехода водолазов, колокол стыкуется с приемо-выходным отсеком ГВК-450. Спуск и подъём осуществляется спуско-подъёмным устройством.
- Два нормобарических костюма HS-1200
  - Нормобарические скафандры HS-1200 предназначены для работы на глубине до 60 м и оборудованы высокочувствительной гидроакустической и телевизионной аппаратурой. Позволяют провести необходимую подготовку объекта для дальнейшей работы обитаемого спасательного аппарата или водолазов.
- Необитаемый телеуправляемый подводный аппарат «Seaeye Tiger» с рабочей глубиной до 1000 м
- Водолазный пост
- Главное спуско-подъёмное устройство (ГСПУ) для работы с СГА
- Спуско-подъёмное устройство (СПУ) для работы с колоколом
  - Представляет собой электрогидравлический кран грузоподъёмностью 12,5 тонн со следящей системой, позволяющей нейтрализовать воздействие на колокол качки судна и обеспечить безопасность водолаза в нештатных ситуациях.

Два бортовых унифицированных рабоче-спасательных катера проекта 21770 «Катран»
Авиационный комплекс с вертолётной площадкой

### Вооружение
- 2 × гранатометная установка ДП-65
- 12 × переносной зенитный ракетный комплекс «Игла»

### Энергетическая установка
- 2 × котлоагрегата КГВ 1,0/5-М
- 4 × дизель-генератора ДГ ВА-1680 — 4 по 1680 КВт
- 2 × дизель-генератора ДГ ВА-1080 — 2 по 540 КВт

#### Движители
- Два гребных электродвигателя по 2400 КВт с выходом на две винторулевые колонки Aquamaster US 305FP
- Два носовых подруливающих устройства по 680 КВт

## Постройка и испытания
Строительство подобных судов в России и СССР не велось почти 30 лет. По планам, в составе каждого из флотов России должно быть по одному такому судну. 
Судно заложено 24 декабря 2005 года на Адмиралтейских верфях в Санкт-Петербурге. Оно получило название в честь советского кораблестроителя, бывшего министра судостроительной промышленности СССР И. С. Белоусова. Предполагалось, что судно будет построено за четыре года, однако сроки затянулись, так как, по словам представителей предприятия-строителя — «судно является очень сложным».
30 октября 2012 года судно спущено на воду.
В декабре 2013 года успешно завершён первый этап заводских ходовых испытаний СГА «Бестер-1». 19 декабря 2013 года был спущен на воду второй рабоче-спасательный бортовой катер проекта 21770 «Катран» (зав. № 095) для СС «Игорь Белоусов». 21 января 2014 года катер был отправлен на «Адмиралтейские верфи».

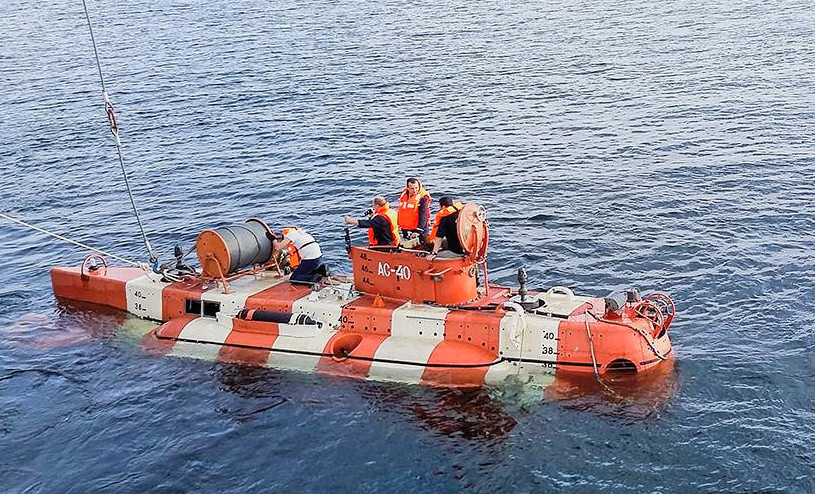
«Бестер-1»

В апреле 2014 года СГА «Бестер-1» направлен на ЗХИ в Балтийское море на борту спасательного судна СС-750. По программе предусмотрено более 10 спусков аппарата, в ходе которых пройдут испытания на скорость, манёвренность и подводные работы. Первая часть программы ЗХИ была пройдена к концу 2013 года.
В июне 2014 года началась вторая часть испытаний СГА «Бестер-1» с борта СС-750 в Балтийском море. Её провели специалисты спасательного отряда управления поисковых и аварийно-спасательных работ (УПАСР) ДКБФ и представители проектанта ЦКБ «Лазурит». Были осуществлены испытания аппарата на глубине с проведением работ по эвакуации экипажа условно аварийной подводной лодки типа «Варшавянка».
ГХИ СС «Игорь Белоусов» начались летом 2015 года и 11 августа судно вышло на завершающий этап ходовых испытаний. В программу испытаний были включены три основные задачи: завершение межведомственных испытаний установленного опытно-конструкторского оборудования, проведение межведомственных испытаний глубоководного водолазного комплекса «Дельфин-ГВК» и отработка спусков водолазной группы. Ходовые испытания проходили в Атлантике и Балтийском море, и завершились в конце октября 2015 года. Так же были проверены водолазный колокол, СГА «Бестер-1» и телеуправляемые подводные поисково-спасательные аппараты «Пантера Плюс». ГХИ официально завершились 24 декабря 2015 года, а 25 декабря был торжественно поднят Флаг ВМФ России. Корабль зачислен в состав 79-го отряда аварийно-спасательного флота Краснознамённого Тихоокеанского флота.

## Служба

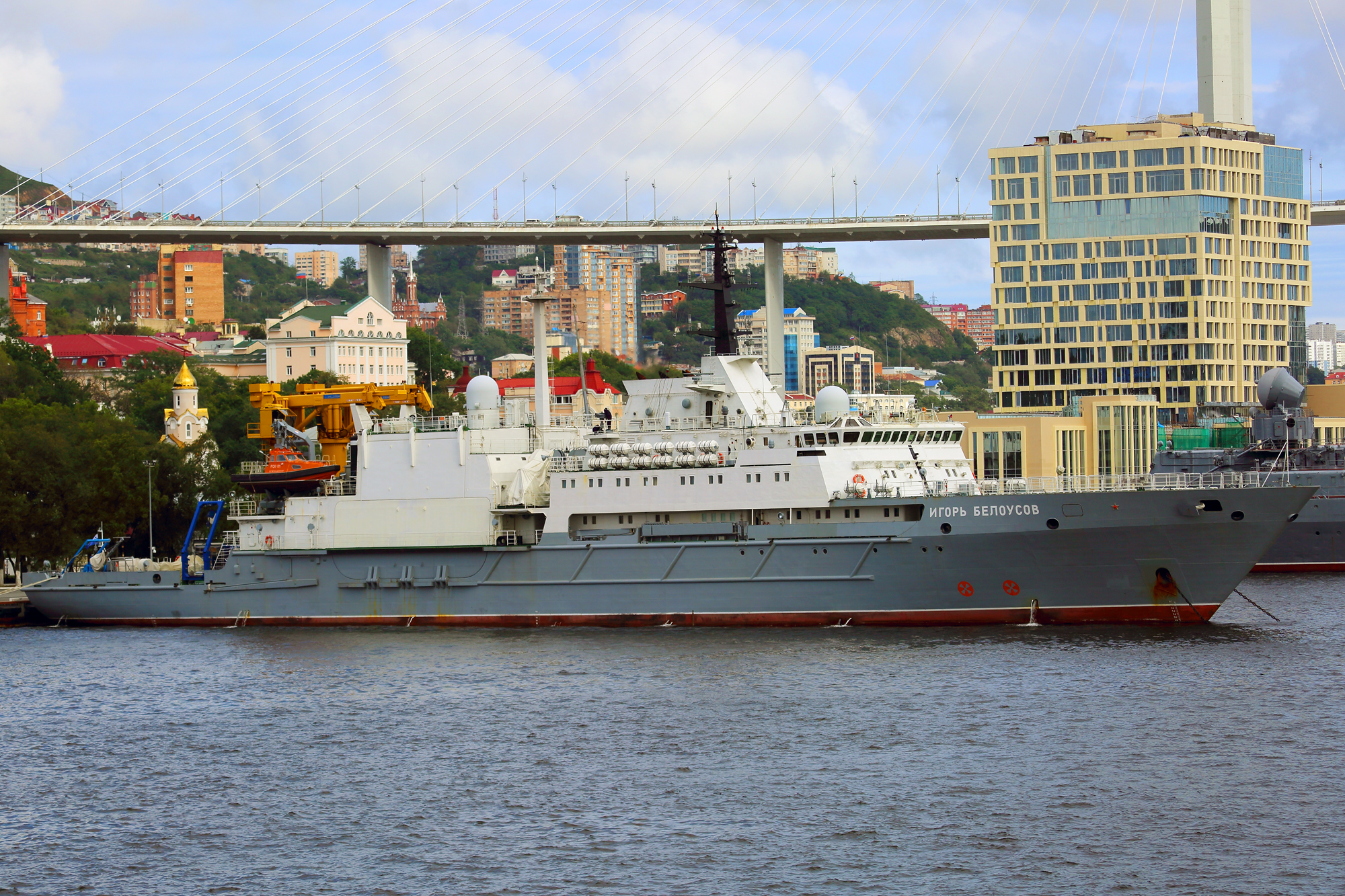
«Игорь Белоусов» во Владивостоке,
13 сентября 2016 года

В январе 2016 года экипаж отработал элементы курсовой задачи К-1, после чего в Балтийском море сдал курсовую задачу К-2.
1 июня 2016 «Игорь Белоусов» под командованием капитана 3-го ранга Алексея Неходцева вышел из Балтийска, и преодолев более 14 тысяч морских миль, прибыл во Владивосток 5 сентября. Во время межфлотского перехода судно зашло с деловыми визитами в Лиссабон, Оран, Лимассол, Салала, Коломбо, Вишакхапатнам, Чанги и Камрань.
5 декабря 2017 года «Игорь Белоусов» вышел из Владивостока в залив Петра Великого для отработки элементов второй курсовой задачи (К-2) — так на флоте называют плавание одиночного корабля. Попутной задачей является поиск пропавших в годы Великой Отечественной войны малых подводных лодок «М-49» и «М-63»..
В октябре 2018 года экипажем совершено рекордное погружение в водолазном колоколе судна на глубину 416 метров на Дальнем Востоке.
5 августа 2020 года вместе с судном Фотий Крылов, принял участие в специальных тренировках на случай нештатного приводнения космического корабля «Союз», на траектории выведения на орбиту, во время старта с космодрома Байконур.